# イスラーム聖戦 (パレスチナ)
イスラーム聖戦（イスラームせいせん、アラビア語: حركة الجهاد الإسلامي في فلسطين 、ラテン文字転写:Harakat al-Jihād al-Islāmī fī Filasṭīn、英語: Palestine Islamic Jihad Movement、略称:PIJ）は、パレスチナのイスラーム主義組織・政党・武装組織。
アラビア語表記に忠実に訳せばパレスチナ・イスラーム・ジハード運動だが、日本のメディアではイスラム聖戦の呼称が多く使われている。日本政府及び公安調査庁はパレスチナ・イスラミック・ジハードと呼称・表記している。アメリカ合衆国や欧州連合などからはテロ組織指定を受けている。

## 組織
1970年代、ガザ地区で元ムスリム同胞団のファトヒー・シャカーキーを中心に組織された組織。組織形態はしっかりした組織というより、ゆるやかに提携する諸派で形成されている。聖戦を通じて、イスラム教パレスチナ国家を作り出し、イスラエルを滅ぼすことを目的としている。攻撃対象はイスラエルの他にはアメリカ合衆国、穏健派アラブ諸国。主な活動としてはインティファーダ中の攻撃や、1995年10月のファトヒー・シャカーキー殺害に対してのパレスチナ自治区や、イスラエルでの自爆テロが知られる。 しかしシャカーキー死亡後は勢力が衰えてしまった。イランやシリアの支援を受けており、ヒズボラやハマースとは協力関係にある。
2012年11月、イスラエルとガザ地区の武装勢力との間で交戦状態になった際には、ガザ地区からテルアビブに向け、イラン製の長距離ロケット弾であるファジル5を打ち込んだと発表。
2019年11月12日、ガザ地区からのロケット弾発射に対する報復としてイスラエル軍からバハ・アブー・アル＝アタ司令官の自宅が攻撃を受け、司令官と妻が死亡した。